# Томас I (граф Савойський)
Томас (Фома) I (італ. Tommaso I; 20 травня 1178 — 1 березня 1233) — граф Савойський та Мор'єннський в 1189—1233 роках.

## Життєпис
Походив з Савойського дому. Єдиний син Гумберта III, графа Савої, Аости і Мор'єнна. Мати Беатриса Маконська походила з Іврейської династії. Народився 1178 року в замку Шарбон'єр, поблизу міста Егбель.
1189 року після смерті батька успадкував трон. Через малий вік було утворено регентську раду на чолі із матір'ю Томаса та родича батька Боніфація I, маркіза Монферратського. Завдяки цьому Томас набув військового досвіду, повернув свої землі після переходу у табір імператора Генріха VI. У 1191 році після того як вдалося встановити владу над Турином Томас I був оголошений самостійним графом Савої, Мор'єнни, Аости, маркграфом Суз і Турина.
Спрямував свої зусилля на розширення володінь, застосовуючи військову силу і дипломатію. Для вирішення прикордонних суперечок 1195 року пошлюбив доньку графа Женевського, що забезпечило захист з півночі. 1197 року імператор визнав першість в П'ємонті графа Савойського перед єпископом Турину. 1198 року надав привілеї місту Суза.
1200 року надав покровительство абатству Св. Марка. 1202 року долучився до Четвертого хрестового походу, перебував у Венеції та брав участь в захопленні міста Зара. Втім не брав участі в поході на Константинополь. 1203 року повернувся до своїх володінь. 1207 році в Базелі підтримав Філіппа Швабського при обранні королем Німеччини. Останній затвердив за Томасом I усі родинні володіння. 1209 року брав участь в першому альбігойському поході.
1215 року спільно з Якопом делла Торре, капітаном Мілану, здійснив напад на Монферратський маркізат, де знищив замки Казаль. 1219 року влаштував шлюб доньки з графом Провансу. 1222 року захопив в маркграфа Монфератського замок Кавур. 1224 року домігся відновлення торгівлі з Францією через гірські перевали біля Турину, які контролювало Савойське графство. Того ж року остаточно став сеньйором міста Шамбері.
Також з огляду того, що в регіоні було багато церковних князівств, Томас I намагався поставити на єпископські кафедри своїх синів. 1226 року зробив сина Томаса прево Валанса. Інший син П'єтро виконував обов'язки єпископа Лозанни до 1231 року. Разом з тим став вірним союзником імператора Фрідріха II Гогенштауфена, який 1226 року призначив Томаса I імператорським вікарієм Ломбардії. Це дало змогу втрутитися в суперечки в середині Генуї та в конфлікт між містом Марсель й тамтешнім єпископом. 1226 року брав участь в новому хрестовому поході проти альбігойців під головуванням Людовика VIII, короля Франції. Відзначився при облозі Авіньйона. Після смерті короля повернувся до Савої.
1228 року вступив у протистояння з місто Турином, яке не бажало йому коритися. На допомогу туринцям прийшов Гіг VI Андре, дофін В'єннський. Повертаючись з замку Шабле раптово захворів на хворобу, яка перебігала з гарячкою, і помер 1233 року в м.Монкальєрі. Йому спадкував син Амадей IV.

## Родина
Дружина — Маргарита, донька Вільгельма I, графа Женеви
Діти:
- Амадей (1197—1253), граф Савойський
- Гумберт (1198—1223)
- Томас, князь П'ємонту, засновник гілки Савоя-Ахая
- Аймон (1200—1242), сеньйор Шабле
- Вільгельм (1201—1239), єпископ Валансу і декан В'єнни
- Амадей (д/н—1256), єпископ Морієн
- П'єтро (1203—1268), граф Савойський
- Беатріче (1206—1266), дружина Раймунда Бергенгера IV, графа Провансу
- Філіпп (1207—1285), граф Савойський
- Аліса (1209—1277), абатиса монастиря Св. Петра в Ліоні
- Агата (д/н—1279), абатиса монастиря Св. Петра в Ліоні в 1277—1279 роках
- Маргарита (1202—1273), дружина графа Гартмана IV фон Кибурга
- Авіта (1215—1292), дружина Болдуїна де Редверса, 7-го графа Девона
- Боніфацій (1217—1270), архієпископ Кентерберійський
- 3 бастарди